# Halsbergers
De halsbergers (Cryptodira) vormen een onderorde van de schildpadden (Testudines). De groep werd voor het eerst wetenschappelijk beschreven door André Marie Constant Duméril en Gabriel Bibron in 1835.
Kenmerkend voor deze groep is het feit dat ze de kop volledig onder het schild terug kunnen trekken, wat de wetenschappelijke naam al enigszins verklaard; crypta = holte en dira (deirē) = hals. Verreweg de meeste schildpadden behoren tot deze groep, en kunnen de nekwervels een beetje inschuiven en de kop meestal zo ver in een holte in het schild intrekken dat ze de poten er nog voor kunnen vouwen als extra bescherming, want veel schildpadden hebben scherpe nagels.
Er zijn 255 soorten die tot deze groep behoren. Alle andere schildpadden behoren tot de halswenders (Pleurodira), dit is met 91 soorten de kleinste groep. Halswenders kunnen de nek en kop niet onder het schild trekken, maar door de nek te buigen wordt deze onder het schild gevouwen. Oorspronkelijk behoorden alle schildpadden tot deze laatste groep en zijn de halsbergers later ontstaan, hierdoor kan de onderorde-verdeling niet helemaal buiten beschouwing gelaten worden.

## Taxonomie
De halsbergers worden verdeeld in vier superfamilies met tien families. Een familie, de bijtschildpadden, worden niet bij een superfamilie ingedeeld.
Onderorde Cryptodira
- geen superfamilie
  - Familie Bijtschildpadden (Chelydridae)
- Superfamilie Testudinoidea
  - Familie Moerasschildpadden (Emydidae)
  - Familie Landschildpadden (Testudinidae)
  - Familie Geoemydidae
  - Familie Grootkopschildpadden (Platysternidae)
- Superfamilie Trionychoidea
  - Familie Nieuw-Guinese tweeklauwschildpadden (Carettochelyidae)
  - Familie Weekschildpadden (Trionychidae)
- Superfamilie Kinosternoidea
  - Familie Tabascoschildpadden (Dermatemydidae)
  - Familie Modder- en muskusschildpadden (Kinosternidae)
- Superfamilie Chelonioidea
  - Familie Zeeschildpadden (Cheloniidae)
  - Familie Lederschildpadden (Dermochelyidae)